# 잔쉬강
잔쉬강(중국어 간체자: 占旭刚, 정체자: 占旭剛, 병음: Zhān Xùgāng, 한자음: 점욱강, 1974년 5월 15일~)은 중화인민공화국의 역도 선수이다. 1996년 하계 올림픽에서 라이트급 금메달, 2000년 하계 올림픽에서 미들급 금메달을 획득하여 중국 최초로 2개 대회 연속으로 올림픽 금메달을 획득한 역도 선수가 되었다.